# رازبورای برلیان
راسبورای برلیان با نام علمی Rasbora einthovenii، گونه ای از پرتوبالگان از تیره رازبورا است. آنها در شبه جزیره مالایی و در بورنئو یافت می‌شوند. بزرگسالان می‌توانند تا ۵ سانتیمتر(۲ اینچ) رشد کنند.